# (3980) Hviezdoslav
(3980) Hviezdoslav est un astéroïde de la ceinture principale.

## Description
(3980) Hviezdoslav est un astéroïde de la ceinture principale. Il fut découvert le 4 décembre 1983 à l'Observatoire Kleť par Antonín Mrkos. Il présente une orbite caractérisée par un demi-grand axe de 3,13 UA, une excentricité de 0,16 et une inclinaison de 2,3° par rapport à l'écliptique.

## Compléments